# Synallaxis scutata
A Synallaxis scutata a madarak (Aves) osztályának verébalakúak (Passeriformes) rendjébe és a fazekasmadár-félék (Tyrannidae) családjába tartozó faj.

## Rendszerezése
A fajt Philip Lutley Sclater angol ügyvéd és zoológus írta le 1843-ban. Egyes szervezetek a Poecilurus nembe sorolták Poecilurus scutatus néven.

## Alfajai
- Synallaxis scutata scutata P. L. Sclater, 1859
- Synallaxis scutata teretiala (Oren, 1985)
- Synallaxis scutata whitii P. L. Sclater, 1881[2]

## Előfordulása
Dél-Amerikában, Argentína, Bolívia, Brazília és Paraguay területén honos. Természetes élőhelyei a szubtrópusi vagy trópusi lombhullató erdők és síkvidéki esőerdők. Állandó, nem vonuló faj.

## Megjelenése
Testhossza 14 centiméter, testtömege 12-19 gramm.

## Életmódja
Ízeltlábúakkal táplálkozik.

## Természetvédelmi helyzete
Az elterjedési területe nagyon nagy, egyedszáma pedig stabil. A Természetvédelmi Világszövetség Vörös listáján nem fenyegetett fajként szerepel.